# Liste der Monuments historiques in Créhen
Die Liste der Monuments historiques in Créhen führt die Monuments historiques in der französischen Gemeinde Créhen auf.

## Liste der Bauwerke
| Bezeichnung                     | Beschreibung                       | Standort | Kennzeichnung | Schutzstatus | Datum | Bild           |
| ------------------------------- | ---------------------------------- | -------- | ------------- | ------------ | ----- | -------------- |
| Château de la Touche-à-la-Vache | Schloss, erbaut im 15. Jahrhundert | (Lage)   | PA00089070    | Inscrit      | 1926  |                |
| Château du Guildo               | Schloss, erbaut im 14. Jahrhundert | (Lage)   | PA00089069    | Inscrit      | 1951  | weitere Bilder |

## Liste der Objekte
- Monuments historiques (Objekte) in Créhen in der Base Palissy des französischen Kultusministeriums